# Campaña de Malik Kafur contra la dinastía Pandya
La campaña de Malik Kafur contra la dinastía Pandya se refiere a expedición realizada por el general y eunuco del Sultanato de Delhi, Malik Kafur, contra el reino hindú de la dinastía Pandya en 1310-1311. 

## Antecedentes

### Situación previa
En 1310, el gobernante del Sultanato de Delhi, Alaudín, había obligado a los monarcas de las dinastías Seuna y Kakatiya en la región del Decán, al sur del subcontinente indio, a convertirse en sus tributarios. Durante el asedio de Warangal, capital kakatiya, su general y esclavo Malik Kafur se enteró de que las tierras al sur de esos reinos también eran muy ricas. Al regresar a Delhi, le contó al sultán y pidió permiso para liderar un ejército a esos territorios.
A principios de 1311, Kafur llegó al Decán con un gran ejército y en febrero asedió la capital de la dinastía Hoysala, Dwarasamudra, con su vanguardia, obligando al rey local a convertirse en otro tributario del sultán. Se quedó doce días esperando al grueso de su ejército.
En esa época, el reino de la dinastía Pandya, al sur de los hoysalas, estaba en agitación política. Después de la muerte del rey Maravarman Kulasekara Pandya I en 1308 estalló una guerra civil entre sus hijos Vira Pandya y Sundara Pandya. Algunos cronistas posteriores afirman que Sundara buscó la ayuda de Kafur, lo que llevó a la invasión del territorio pandya por parte del ejército de Delhi. Sin embargo, los escritos del escritor contemporáneo Jursan Amir ponen en duda esta afirmación: su relato sugiere que Kafur invadió los territorios controlados por ambos. También afirma que Sundara era un brahmán y «una perla» entre los reyes hindúes, cuyo gobierno se extendía por tierra y mar, tenía un gran ejército y varios barcos.

### Marcha
Kafur inició su marcha hacia el territorio pandya (llamado Ma'bar en las crónicas musulmanas) desde Dwarasamudra el 10 de marzo, y llegó a la frontera cinco días después. Jursan Amir menciona que, durante esta marcha, el ejército de Delhi recorrió un terreno difícil, donde piedras afiladas desgarraban los cascos de los caballos, y los soldados tuvieron que dormir en un suelo «más irregular que el lomo de un camello» por la noche. Según el cronista del siglo XIV, Abdul Malik Isami, el derrotado rey hoysala Veera Ballala III guio al ejército de Delhi durante el saqueo de los territorios pandyas. Sin embargo, el historiador Banarsi Prasad Saksena duda de esta afirmación, ya que no aparece en los escritos contemporáneos de Jursan Amir.
Isami afirma que el ejército de Delhi contaba con una unidad de reconocimiento para explorar el territorio enemigo. Esta unidad incluía a generales destacados como Bahram Kara, Katla Nihang, Mahmud Sartiha y Abachi. Todos los días, uno de estos generales lideraba el grupo de reconocimiento para visitar una zona del territorio pandya, apoyándose en unas pocas personas que conocían el idioma local. Un día, Abachi, que era un comandante mongol, decidió unirse a los pandyas, e incluso pensó en matar a Kafur. Se puso en contacto con algunas personas que prometieron llevarlo ante el rey pandya. Mientras marchaba hacia la residencia del rey, su contingente entró en conflicto con un cuerpo de tropas pandyas. Abachi le pidió a su intérprete que comunicara su intención a las tropas locales, pero estas los atacaron de repente y el intérprete murió por una flecha. Abachi tuvo que retirarse y reunirse con Kafur. Cuando Kafur se enteró de las actividades de Abachi, lo hizo encarcelar. Más tarde, Alaudín hizo ejecutar a Abachi en Delhi, lo que llevó a los nobles mongoles a conspirar contra él, lo que finalmente condujo a la masacre de mongoles en 1311.
Jursan Amir afirma que el territorio pandya estaba protegido por una alta montaña, pero había dos pasos a cada lado de la montaña. Nombra estos pasos como Tarmali y Tabar, que pueden identificarse con Tharamangalam y Thoppur respectivamente. El ejército de Delhi marchó a través de estos pasos y luego acampó en las orillas de un río (probablemente el río Kaveri). A continuación, los invasores capturaron un fuerte, al que llama Mardi. Según Banarsi Prasad Saksena, Jursan usa Mardi como antónimo de namardi (que en persa significa «impotencia»), para caracterizar a los defensores del fuerte. El ejército masacró a los habitantes de Mardi.

## Campaña

### Birdhul
A continuación, Kafur marchó hacia el cuartel general de Vira Pandya, llamado Birdhul por Jursan Amir. Esto es lo mismo que Birdaval, que se nombra como la capital del país Ma'bar (el territorio de los pandyas) en Taqwīm al-buldān (1321), un libro del escritor kurdo Abu'l-Fida. En cambio, l erudito británico Arthur Coke Burnell identificó a Birdhul como Virudhachalam. Según Mohammad Habib y Banarsi Prasad Saksena, quienes transliteran el nombre como Bir-Dhol o Vira-Chola, el término puede ser una figura retórica inventada por Jursan para referirse a la capital de Vira Pandya. Puede derivar de las palabras Bir («Vira») y Dhol («tambor»), por lo que es equivalente a «el tambor (capital) de Vira Pandya». Al describir la entrada de Kafur a la ciudad, Jursan afirma que «el Bir había huido y el Dhol estaba vacío».
Debido a la guerra entre los dos hermanos, las fuerzas pandyas no estaban en condiciones de ofrecer mucha resistencia. Vira Pandya originalmente planeó huir a una isla, pero no pudo hacerlo por alguna razón. En lugar de eso, primero marchó a Kabam, una ciudad cuya identidad es incierta. Reunió algunos soldados y riquezas ahí, y luego escapó a Kandur (identificada con Kannanur en las orillas del río Kollidam).
En Birdhul, el ejército de Delhi encontró un contingente de unos 20 000 soldados musulmanes al servicio de los pandyas. Estos soldados desertaron y se unieron al ejército de Delhi. En lugar de matarlos por apóstatas, los generales de Delhi decidieron perdonarles la vida.
Con la ayuda de los desertores, el ejército musulmán intentó perseguir a Vira Pandya, pero tuvo que retirarse debido a las fuertes lluvias. Según Jursan, las zonas rurales estaban tan inundadas que «era imposible distinguir un camino de un pozo». Una gran parte del ejército de Delhi acampó en Birdhul, mientras que un pequeño grupo salió en busca de Vira Pandya a pesar de las fuertes lluvias. A medianoche, la unidad trajo la noticia de que Vira Pandya estaba en Kannanur.

### Kannanur
El ejército de Delhi marchó hacia Kannanur bajo una intensa lluvia, pero para entonces Vira había escapado a un bosque con algunos de sus seguidores. Cuando las lluvias cesaron, los invasores capturaron 108 elefantes cargados con perlas y piedras preciosas. Masacraron a los residentes de Kannanur.
Los generales de Delhi querían encontrar a Vira Pandya para obligarlo a convertirse en tributario del sultanato de Delhi. Sospechaban que Vira Pandya había huido a su fortaleza ancestral de Jal-Kota («fuerte de agua», identificado con Tivukottai). Comenzaron a marchar hacia Jal-Kota, pero la gente que venía de ese lugar les informó que no estaba allí. Finalmente, los generales de Delhi decidieron que encontrar a Vira Pandya era una tarea desesperadamente difícil y decidieron regresar a Kannanur.

### Barmatpuri
Según Jursan, a la mañana siguiente, el ejército de Delhi se enteró de que en la ciudad de Barmatpuri había un templo dorado, con varios elefantes reales deambulando por él. El historiador Sakkottai Krishnaswami Aiyangar identificó a Barmatpuri como Brahmapuri (Chidambaram), cuyo templo Nataraja tenía un techo dorado.
El ejército de Kafur llegó a Barmatpuri a medianoche y capturó 250 elefantes a la mañana siguiente. Los invasores saquearon el templo dorado, cuyo techo y paredes estaban adornados con rubíes y diamantes. Destruyeron todos los lingas de Shiva (llamados Ling-i-Mahadeo por Jursan) y derribaron un ídolo de Narayana (Vishnu).

### Madurai
Desde Barmatpuri, el ejército de Delhi marchó de regreso a su campamento en Birdhul, donde llegó el 3 de abril. Allí, los invasores destruyeron el templo de Vira Pandya. Las fuerzas de Delhi llegaron a Kanum (identificada con Kadambavanam) el 7 de abril. Cinco días después, llegaron a Madurai (llamada Mathura por Jursan), la capital de Sundara Pandya.
En ese momento, Sundara Pandya ya había huido de la ciudad con sus reinas. El ejército de Delhi visitó primero el templo de Jagnar, con la esperanza de encontrar elefantes y tesoros allí (el historiador Henry Miers Elliot tradujo Jagnar como Jagannatha, pero el historiador Krishnaswami Aiyangar la identifica como Chokkanatha o Sokkannatha, un aspecto de la deidad patrona de Madurai, Shiva). Kafur se sintió decepcionado al descubrir que solo quedaban 2 o 3 elefantes en el templo. Esto lo enfureció tanto que prendió fuego al templo.

### Rameshwaram
Según el cronista del siglo XVI, Firishta, Malik Kafur construyó una mezquita llamada Masjid-i-Alai, «mezquita de Alaudín», que todavía se podía ver durante la época de Firishta, en un lugar llamado Sit Band Ramisar. Este lugar ha sido identificado como Setubandha Rameshwaram, lo que lleva a sugerir que Kafur asaltó Rameshwaram. Sin embargo, esta identificación es dudosa, ya que Firishta ubica esta mezquita en el país Carnatik y en el puerto de Dur Samandar en la orilla del Mar de Ummam, y afirma que fue construida después de que Kafur subyugara al gobernante local Bikal Dev. El término Mar de Ummam, «Mar de Omán», hace referencia al mar Arábigo y, por lo tanto, la mezquita debió estar situada en un puerto de este mar, en el reino de Hoysala, cuya capital era Dwarasamudra (Dur Samandar) en la actual Karnataka. Por lo tanto, es probable que Sit Band Ramisar no haga referencia a Rameshwaram.
Los escritos de Jursan Amir o Ziauddin Barani no contienen ninguna referencia a Rameshwaram, y el relato de Firishta puede ser el resultado de una confusión. Si Kafur realmente hubiera construido una mezquita en Rameshwaram, Jursan, cortesano de Alaudín, no habría dejado de mencionar tal logro. Si existió una mezquita en Rameshwaram durante la vida de Firishta, debe haber sido construida después del período Jalyi.
Aunque la identificación de la Sit Band Ramisar de Firishta con Rameshwaram es dudosa, no es improbable que las fuerzas de Malik Kafur marcharan a Rameshwarm desde Madurai, en busca de los tan buscados elefantes y la riqueza de los pandyas. Según Ashika de Jursan Amir, durante una campaña contra un gobernante llamado Pandya Guru, las fuerzas de la dinastía Jalyi llegaron hasta «las orillas del mar de Lanka». La capital de este gobernante se llamaba Fatan, y tenía un templo con un ídolo. Fatan puede ser una transcripción de Periyapattinam, el nombre de un lugar cerca de Rameshwaram.

### Regreso a Delhi
Lilatilakam, un tratado sánscrito del siglo XIV escrito por un autor desconocido, afirma que un general llamado Vikrama Pandya derrotó a los musulmanes. Basándose en esto, algunos historiadores creen que Vikrama Pandya, tío de Vira y Sundara, derrotó al ejército de Kafur. Sin embargo, la identificación de este Vikrama Pandya como el hermano de Maravarman Kulashekhara no está respaldada por evidencia histórica. El Vikrama Pandya mencionado en Lilatilakam parece haber derrotado a otro ejército musulmán durante 1365-1370 como príncipe; ascendió al trono de la dinastía Pandya mucho más tarde, en 1401.
A finales de abril, las lluvias habían obstruido las operaciones de las fuerzas de Delhi, y los generales recibieron la noticia de que los defensores habían reunido un gran ejército contra ellos. Kafur, que ya había reunido una enorme cantidad de riqueza de los reinos de las dinastías Hoysala y Pandya, determinó que era inútil perseguir al rey pandya. Por lo tanto, decidió regresar a Delhi. Según Jursan Amir, el ejército de Delhi había capturado 512 elefantes, 5000 caballos y 500 batmann (unidad de medida) de oro y piedras preciosas al final de su campaña del sur contra los hoysalas y los pandyas. Según el relato exagerado del escritor posterior Ziauddin Barani (que escribió durante la dinastía Tughluq), el botín incluía 612 elefantes; 20 000 caballos; y 96 000 batmann de oro. Barani describe esta confiscación de riqueza como la mayor desde la captura musulmana de Delhi.
El ejército emprendió su viaje de regreso el 25 de abril. En Delhi, Alaudín celebró un tribunal público (darbar) en Siri el 19 de octubre, para dar la bienvenida a Malik Kafur y otros oficiales del ejército. Dio entre 0,5 y 4 batmann de oro a sus diversos nobles y emires.

## Consecuencias
Tras la marcha de Kafur, los hermanos pandyas reanudaron su conflicto. Este conflicto resultó en la derrota de Sundara Pandya, que decidió buscar la ayuda del sultán. Con la ayuda de las fuerzas de Alaudín, pudo restablecer su gobierno en la región de Arcot del Sur en 1314. Las campañas del Kafur destruyeron las relativamente pacíficas condiciones existentes en el Decán, provocaron masacres y mucha destrucción hasta que sus cuatro grandes dinastías (Seuna, Kakatiya, Hoysala y Pandya) quedaron sometidas a la autoridad de los sultanes.
Más tarde, durante el reinado del hijo de Alaudín, Qutbuddin Mubarak Sah, su general Jursan Jan también atacó los territorios pandyas en 1318, capturando poco más de 100 elefantes. La parte norte del reino Pandya fue capturada por los musulmanes durante las dos décadas siguientes: primero quedó bajo el control de la dinastía Tughluq con la expedición del príncipe Jauna Jan en 1323, y más tarde pasó a formar parte del efímero Sultanato de Madurai, sin embargo, la parte más meridional del territorio pandya permaneció independiente.